# Onthophagus incensus
Onthophagus incensus là một loài bọ cánh cứng trong họ Bọ hung (Scarabaeidae).